# A Győri ETO FC 2012–2013-as szezonja
Ez a szócikk a Győri ETO FC 2012–2013-as szezonjáról szól, mely sorozatban az 53., összességében pedig a 69. idénye a csapatnak a magyar első osztályban. A szezon 2012 júliusában kezdődött, és 2013 júniusában ért véget. A klub fennállásának ekkor volt a 108. évfordulója.

## Játékoskeret
2012. augusztus 27-i állapot szerint.
| No. |     | Poszt | Játékos          |
| --- | --- | ----- | ---------------- |
| 1   | SRB | K     | Saša Stevanović  |
| 2   | HUN | V     | Takács Ákos      |
| 4   | SRB | V     | Lazar Stanišić   |
| 5   | CRO | KP    | Marko Dinjar     |
| 7   | ROU | KP    | Mihai Dina       |
| 8   | HUN | KP    | Dudás Ádám       |
| 9   | SLO | KP    | Rok Kronaveter   |
| 10  | GEO | CS    | Rati Alekszidze  |
| 11  | HUN | CS    | Varga Roland     |
| 12  | SRB | KP    | Nikola Trajković |
| 15  | HUN | V     | Völgyi Dániel    |
| 16  | HUN | V     | Lipták Zoltán    |
| 17  | HUN | KP    | Pátkai Máté      |

| No. |     | Poszt | Játékos           |
| --- | --- | ----- | ----------------- |
| 18  | HUN | V     | Lang Ádám         |
| 19  | SRB | KP    | Nemanja Andrić    |
| 20  | ROU | KP    | Mihai Nicorec     |
| 21  | CZE | KP    | Marek Střeštík    |
| 22  | CZE | KP    | Michal Švec       |
| 23  | HUN | V     | Tokody Tibor      |
| 24  | BIH | KP    | Đorđe Kamber      |
| 25  | EST | CS    | Jarmo Ahjupera    |
| 28  | SRB | V     | Vladimir Đorđević |
| 27  | HUN | K     | Nagy Gergely      |
| 29  | HUN | KP    | Koltai Tamás      |
| 30  | SVK | K     | Molnár Péter      |
| 45  | HUN | CS    | Miklós Viktor     |

## Átigazolások

### Átigazolások nyáron
| No. |     | Poszt | Játékos                                                         |
| --- | --- | ----- | --------------------------------------------------------------- |
| 3   | GEO | KP    | Lasa Totadze (Dila Gori, lejárt a kölcsönszerződése)            |
| 7   | ROU | KP    | Mihai Dina (Petrolul Ploiești)                                  |
| 9   | SLO | KP    | Rok Kronaveter (Energie Cottbus)                                |
| 16  | HUN | V     | Lipták Zoltán (Újpest)                                          |
| 18  | HUN | V     | Lang Ádám (Veszprém)                                            |
| 19  | SRB | KP    | Nemanja Andrić (Rad)                                            |
| 20  | ROU | KP    | Mihai Nicorec (Zalaegerszegi TE, lejárt a kölcsönszerződése)    |
| 21  | CZE | KP    | Marek Střeštík (Zbrojovka Brno)                                 |
| 22  | CZE | KP    | Michal Švec (Heerenveen)                                        |
| ##  | ALG | CS    | Fuád Bugerra (CS Constantine, lejárt a kölcsönszerződése)       |
| ##  | BRA | KP    | Nicolas Ceolin (Budapest Honvéd, lejárt a kölcsönszerződése)    |
| ##  | GEO | KP    | Giorgi Ganugrava (Zalaegerszegi TE, lejárt a kölcsönszerződése) |

| No. |     | Poszt | Játékos                                                         |
| --- | --- | ----- | --------------------------------------------------------------- |
| 3   | GEO | KP    | Lasa Totadze (Dila Gori, lejárt a kölcsönszerződése)            |
| 7   | ROU | KP    | Mihai Dina (Petrolul Ploiești)                                  |
| 9   | SLO | KP    | Rok Kronaveter (Energie Cottbus)                                |
| 16  | HUN | V     | Lipták Zoltán (Újpest)                                          |
| 18  | HUN | V     | Lang Ádám (Veszprém)                                            |
| 19  | SRB | KP    | Nemanja Andrić (Rad)                                            |
| 20  | ROU | KP    | Mihai Nicorec (Zalaegerszegi TE, lejárt a kölcsönszerződése)    |
| 21  | CZE | KP    | Marek Střeštík (Zbrojovka Brno)                                 |
| 22  | CZE | KP    | Michal Švec (Heerenveen)                                        |
| ##  | ALG | CS    | Fuád Bugerra (CS Constantine, lejárt a kölcsönszerződése)       |
| ##  | BRA | KP    | Nicolas Ceolin (Budapest Honvéd, lejárt a kölcsönszerződése)    |
| ##  | GEO | KP    | Giorgi Ganugrava (Zalaegerszegi TE, lejárt a kölcsönszerződése) |

| No. |     | Poszt | Játékos                                                     |
| --- | --- | ----- | ----------------------------------------------------------- |
| 3   | GEO | KP    | Lasa Totadze                                                |
| 6   | HUN | V     | Fehér Zoltán (Haladás)                                      |
| 7   | LTU | KP    | Linas Pilibaitis                                            |
| 9   | SVK | V     | Szabó Ottó (Lombard Pápa)                                   |
| 14  | HUN | KP    | Kiss Máté (BFC Siófok, kölcsönbe)                           |
| 16  | BRA | KP    | Ji-Paraná                                                   |
| 18  | HUN | KP    | Windecker József (BFC Siófok, kölcsönbe)                    |
| 19  | HUN | CS    | Simon András                                                |
| 21  | CZE | KP    | Marek Střeštík (Zbrojovka Brno, lejárt a kölcsönszerződése) |
| 22  | CRO | V     | Valentin Babić                                              |
| 26  | HUN | V     | Zámbó Bence (Kaposvári Rákóczi, kölcsönbe)                  |
| 27  | HUN | K     | Nacsa Péter (Lombard Pápa, kölcsönbe)                       |
| 44  | HUN | V     | Nagy Ádám (Veszprém)                                        |
| ##  | ALG | CS    | Fuád Bugerra (CS Constantine)                               |
| ##  | BRA | KP    | Nicolas Ceolin (Pécsi MFC)                                  |
| ##  | GEO | KP    | Giorgi Ganugrava                                            |
| ##  | HUN | KP    | Molnár Tibor (Veszprém)                                     |

| No. |     | Poszt | Játékos                                                     |
| --- | --- | ----- | ----------------------------------------------------------- |
| 3   | GEO | KP    | Lasa Totadze                                                |
| 6   | HUN | V     | Fehér Zoltán (Haladás)                                      |
| 7   | LTU | KP    | Linas Pilibaitis                                            |
| 9   | SVK | V     | Szabó Ottó (Lombard Pápa)                                   |
| 14  | HUN | KP    | Kiss Máté (BFC Siófok, kölcsönbe)                           |
| 16  | BRA | KP    | Ji-Paraná                                                   |
| 18  | HUN | KP    | Windecker József (BFC Siófok, kölcsönbe)                    |
| 19  | HUN | CS    | Simon András                                                |
| 21  | CZE | KP    | Marek Střeštík (Zbrojovka Brno, lejárt a kölcsönszerződése) |
| 22  | CRO | V     | Valentin Babić                                              |
| 26  | HUN | V     | Zámbó Bence (Kaposvári Rákóczi, kölcsönbe)                  |
| 27  | HUN | K     | Nacsa Péter (Lombard Pápa, kölcsönbe)                       |
| 44  | HUN | V     | Nagy Ádám (Veszprém)                                        |
| ##  | ALG | CS    | Fuád Bugerra (CS Constantine)                               |
| ##  | BRA | KP    | Nicolas Ceolin (Pécsi MFC)                                  |
| ##  | GEO | KP    | Giorgi Ganugrava                                            |
| ##  | HUN | KP    | Molnár Tibor (Veszprém)                                     |

## Statisztikák
Utolsó elszámolt mérkőzés dátuma: 2013. június 1.

### Mérkőzések
| Lejátszott mérkőzések száma        | 47 (30 OTP Bank Liga, 9 Magyar kupa, 8 Ligakupa)       |
| Győzelmek száma                    | 29 (19 OTP Bank Liga, 7 Magyar kupa, 3 Ligakupa)       |
| Döntetlenek száma                  | 10 (7 OTP Bank Liga, 0 Magyar kupa, 3 Ligakupa)        |
| Vereségek száma                    | 8 (4 OTP Bank Liga, 2 Magyar kupa, 2 Ligakupa)         |
| Szerzett gólok száma               | 110                                                    |
| Kapott gólok száma                 | 56                                                     |
| Gólkülönbség                       | +54                                                    |
| Sárga lapok                        | 96                                                     |
| Kiállítások                        | 9                                                      |
| Legtöbbet figyelmeztetett játékos  | Marek Střeštík (5 , 2 )                                |
| Legnagyobb arányú győzelem         | Babóti SE 0–12 Győri ETO (2012. 09. 25.)               |
| Legnagyobb arányú vereség          | Debreceni VSC 4–1 Győri ETO (2012. 07. 28.)            |
| Legnagyobb arányú vereség          | Kecskeméti TE 5–2 Győri ETO (2013. 04. 23.)            |
| Legnagyobb arányú vereség          | Egri FC 4–1 Győri ETO (2013. 02. 20.)                  |
| Legmagasabb hazai nézőszám         | 13 700 néző, Győri ETO 1–0 Ferencváros (2013. 05. 12.) |
| Legalacsonyabb hazai nézőszám      | 300 néző, Győri ETO 3–3 Egri FC (2013. 03. 06.)        |
| Legtöbbször pályára lépett játékos | Marek Střeštík (36 mérkőzés)                           |
| Legtöbbször pályára lépett játékos | Nemanja Andrić (36 mérkőzés)                           |
| Legtöbbször pályára lépett játékos | Đorđe Kamber (36 mérkőzés)                             |
| Házi gólkirály                     | Nemanja Andrić (12 )                                   |
| Pontok                             | 97/141 (68,79%)                                        |

### Kiírások
| Kiírás        | Statisztikák | Statisztikák | Statisztikák | Statisztikák | Statisztikák | Statisztikák | Kezdő forduló | Végső forduló/ helyezés | Mérkőzések dátumai | Mérkőzések dátumai |
| Kiírás        | M            | GY           | D            | V            | LG–KG        | GK           | Kezdő forduló | Végső forduló/ helyezés | Első               | Utolsó             |
| ------------- | ------------ | ------------ | ------------ | ------------ | ------------ | ------------ | ------------- | ----------------------- | ------------------ | ------------------ |
| OTP Bank Liga | 30           | 19           | 7            | 4            | 57–33        | +24          | —             |                         | 2012. 07. 28.      | 2013. 06. 01.      |
| Magyar kupa   | 9            | 7            | 0            | 2            | 31–8         | +23          | 2. forduló    | 2.                      | 2012. 09. 25.      | 2013. 05. 22.      |
| Ligakupa      | 8            | 3            | 3            | 2            | 22–15        | +7           | Csoportkör    | Negyeddöntő             | 2012. 09. 05.      | 2013. 03. 06.      |

## OTP Bank Liga

### Mérkőzések
| 1. forduló 2012. július 28. 19:00 |

| Debreceni VSC                                             | 4 – 1               | Győri ETO                          |
| --------------------------------------------------------- | ------------------- | ---------------------------------- |
| Sidibe 8' 26' Szakály 10' Kulcsár 45' Korhut 49' Nagy 52' | (4 – 1) Jegyzőkönyv | Andrić 11' Kronaveter 43' Švec 80' |

| Oláh Gábor utca, Debrecen Nézőszám: 5 000 Játékvezető: Kassai Viktor (magyar) |

| 2. forduló 2012. augusztus 4. 19:00 |

| Győri ETO                                         | 1 – 1               | Haladás                                                            |
| ------------------------------------------------- | ------------------- | ------------------------------------------------------------------ |
| Kronaveter 27' Střeštík 32' Koltai 37' Kamber 45' | (1 – 0) Jegyzőkönyv | Radó 55' Iszlai 27' Schimmer 53' Guzmics 61' Fehér 83' Andorka 87' |

| ETO Park, Győr Nézőszám: 2 500 Játékvezető: Solymosi Péter (magyar) |

| 3. forduló 2012. augusztus 10. 17:00 |

| Győri ETO                             | 2 – 1               | Kaposvári Rákóczi |
| ------------------------------------- | ------------------- | ----------------- |
| Varga 82' Dina 85' Švec 9' Lipták 79' | (0 – 1) Jegyzőkönyv | Oláh 44'          |

| ETO Park, Győr Nézőszám: 2 000 Játékvezető: Pánczél Krisztián (magyar) |

| 4. forduló 2012. augusztus 18. 20:45 |

| BFC Siófok                                        | 2 – 3               | Győri ETO                                    |
| ------------------------------------------------- | ------------------- | -------------------------------------------- |
| Dajić 2' Nyári 87' Kecskés 42' Pál 72' Molnár 81' | (1 – 1) Jegyzőkönyv | Varga 23' Kamber 57' 90+1' Lang 58' Švec 80' |

| Révész Géza utca, Siófok Nézőszám: 2 500 Játékvezető: Fábián Mihály (magyar) |

| 5. forduló 2012. augusztus 26. 18:30 |

| Győri ETO                                                                        | 5 – 1               | Kecskeméti TE                  |
| -------------------------------------------------------------------------------- | ------------------- | ------------------------------ |
| Varga 8' Koltai 31' (11-esből) Střeštík 38' Kamber 75' Kronaveter 80' Švec 90+1' | (3 – 0) Jegyzőkönyv | Jorginho 64' Sós 12' Antal 29′ |

| ETO Park, Győr Nézőszám: 1 500 Játékvezető: Szilasi Szabolcs (magyar) |

| 6. forduló 2012. szeptember 1. 14:00 |

| Diósgyőr                 | 0 – 3               | Győri ETO                                 |
| ------------------------ | ------------------- | ----------------------------------------- |
| Jeff Silva 68' Hanek 80′ | (0 – 1) Jegyzőkönyv | Koltai 41' 56' 65' Pátkai 50' Nicorec 83' |

| DVTK-stadion, Miskolc Nézőszám: 6 000 Játékvezető: Szabó Zsolt (magyar) |

| 7. forduló 2012. szeptember 16. 16:30 |

| Győri ETO                                                        | 1 – 0               | Pécsi MFC                                                        |
| ---------------------------------------------------------------- | ------------------- | ---------------------------------------------------------------- |
| Koltai 35' (11-esből) Střeštík 39' Kronaveter 42' Pilibaitis 78' | (1 – 0) Jegyzőkönyv | Grumić 26' Čaušić 34' Wittrédi 48' Stoimirović 62' Zeljkovič 75' |

| ETO Park, Győr Nézőszám: 3 500 Játékvezető: Németh Ádám (magyar) |

| 8. forduló 2012. szeptember 23. 16:30 |

| Videoton                                 | 0 – 1               | Győri ETO                                |
| ---------------------------------------- | ------------------- | ---------------------------------------- |
| Mitrović 58' Caneira 76' Torghelle 90+3′ | (0 – 0) Jegyzőkönyv | Koltai 67' Kronaveter 53' Pilibaitis 54' |

| Sóstói Stadion, Székesfehérvár Nézőszám: 3 680 Játékvezető: Fábián Mihály (magyar) |

| 9. forduló 2012. szeptember 28. 17:00 |

| Győri ETO                                                                 | 6 – 0               | Lombard Pápa                          |
| ------------------------------------------------------------------------- | ------------------- | ------------------------------------- |
| Kronaveter 15' 85' Varga 34' 38' 62' Koltai 56' Völgyi 32' Alekszidze 65' | (3 – 0) Jegyzőkönyv | Tóth G. 18' Présinger 69' Tóth B. 79' |

| ETO Park, Győr Nézőszám: 3 200 Játékvezető: Andó-Szabó Sándor (magyar) |

| 10. forduló 2012. október 6. 16:00 |

| Paksi FC                    | 0 – 0               | Győri ETO                                                   |
| --------------------------- | ------------------- | ----------------------------------------------------------- |
| Zsók 25' Lázok 53' Éger 73' | (0 – 0) Jegyzőkönyv | Pilibaitis 21' Pátkai 51' Varga 53' Völgyi 90' Takács 90+1' |

| Fehérvári út, Paks Nézőszám: 1 500 Játékvezető: Kassai Viktor (magyar) |

| 11. forduló 2012. október 21. 18:30 |

| Győri ETO                                                          | 3 – 2               | Újpest                                                                        |
| ------------------------------------------------------------------ | ------------------- | ----------------------------------------------------------------------------- |
| Varga 60' Aarab 82' (öngól) Kamber 90+2' Lipták 56′ Střeštík 90+2' | (0 – 0) Jegyzőkönyv | Kabát 47' 56' (11-esből) Vasiljević 41' Szélesi 45′ Christ 48' Balajcza 90+2' |

| ETO Park, Győr Nézőszám: 5 800 Játékvezető: Takács János (magyar) |

| 12. forduló 2012. október 28. 18:30 |

| Ferencváros         | 1 – 1               | Győri ETO                              |
| ------------------- | ------------------- | -------------------------------------- |
| Alempijević 62' 69' | (1 – 0) Jegyzőkönyv | Varga 7' 90+2' Dinjar 56' Đorđević 69' |

| Albert Flórián Stadion, Budapest Nézőszám: 6 100 Játékvezető: Bognár Tamás (magyar) |

| 13. forduló 2012. november 4. 18:30 |

| Győri ETO            | 0 – 0               | Budapest Honvéd                   |
| -------------------- | ------------------- | --------------------------------- |
| Takács 64' Varga 78' | (0 – 0) Jegyzőkönyv | Ivancsics 39' Hidi 63' Lovrić 84' |

| ETO Park, Győr Nézőszám: 5 000 Játékvezető: Vad II. István (magyar) |

| 14. forduló 2012. november 10. 18:30 |

| MTK Budapest                     | 1 – 3               | Győri ETO                                                 |
| -------------------------------- | ------------------- | --------------------------------------------------------- |
| Balajti 75' Zsidai 67' Wolfe 71' | (0 – 2) Jegyzőkönyv | Varga 30' Trajković 39' Völgyi 65' Andrić 79' Dudás 90+2' |

| Hidegkuti Nándor Stadion, Budapest Nézőszám: 1 500 Játékvezető: Solymosi Péter (magyar) |

| 15. forduló 2012. november 17. 14:00 |

| Győri ETO                                                     | 2 – 1               | Egri FC                          |
| ------------------------------------------------------------- | ------------------- | -------------------------------- |
| Kamber 12' Koltai 15' Trajković 45' Pátkai 66' Střeštík 90+2' | (2 – 1) Jegyzőkönyv | Németh 32' Kovács 64' Albert 71' |

| ETO Park, Győr Nézőszám: 3 000 Játékvezető: Oláh Gábor (magyar) |

| 16. forduló 2012. november 24. 14:00 |

| Győri ETO                           | 2 – 0               | Debreceni VSC                             |
| ----------------------------------- | ------------------- | ----------------------------------------- |
| Varga 46' Dudás 90+3' Trajković 59' | (0 – 0) Jegyzőkönyv | Bódi 24' Šimac 37' Korhut 49' Szakály 72' |

| ETO Park, Győr Nézőszám: 7 000 Játékvezető: Szabó Zsolt (magyar) |

| 17. forduló 2012. december 1. 14:00 |

| Haladás                        | 1 – 1               | Győri ETO                                                     |
| ------------------------------ | ------------------- | ------------------------------------------------------------- |
| Kalász 28' Iszlai 69' Nagy 87' | (1 – 1) Jegyzőkönyv | Trajković 21' Pátkai 70' Švec 72' Koltai 83' Kronaveter 90+2′ |

| Rohonci úti stadion, Szombathely Nézőszám: 3 500 Játékvezető: Solymosi Péter (magyar) |

| 18. forduló 2013. március 2. 18:30 |

| Kaposvári Rákóczi    | 1 – 2               | Győri ETO                                                    |
| -------------------- | ------------------- | ------------------------------------------------------------ |
| Oláh 76' Šafarić 84' | (0 – 0) Jegyzőkönyv | Andrić 65' 90+3' Kink 90+1' Völgyi 17' Kamber 25' Koltai 51' |

| Rákóczi Stadion, Kaposvár Nézőszám: 2 000 Játékvezető: Szabó Zsolt (magyar) |

| 19. forduló 2013. március 9. 18:30 |

| Győri ETO                     | 2 – 1               | BFC Siófok                      |
| ----------------------------- | ------------------- | ------------------------------- |
| Trajković 39' 61' 18' Had 53' | (1 – 0) Jegyzőkönyv | Máté 65' Pál 16' Fejes 81′, 83′ |

| ETO Park, Győr Nézőszám: 4 000 Játékvezető: Radványi Ádám (magyar) |

| 20. forduló 2013. április 23. 18:00 |

| Kecskeméti TE                                                                                    | 5 – 2               | Győri ETO                                            |
| ------------------------------------------------------------------------------------------------ | ------------------- | ---------------------------------------------------- |
| Mohl 4' (11-esből) 59' Varga 10' Burgos 34' Salami 71' 35' Balázs 90+1' Rajczi 84' Vukasovic 86' | (3 – 2) Jegyzőkönyv | Varga 24' Kamber 36' Had 3' Pátkai 45' Trajković 90' |

| Széktói Stadion, Kecskemét Nézőszám: 2 083 Játékvezető: Szabó Zsolt (magyar) |

- Elhalasztott mérkőzés.

| 21. forduló 2013. március 31. 18:30 |

| Győri ETO            | 2 – 0               | Diósgyőr                          |
| -------------------- | ------------------- | --------------------------------- |
| Varga 18' Völgyi 68' | (1 – 0) Jegyzőkönyv | Elek 6′, 85′ Takács 20' Kádár 67' |

| ETO Park, Győr Nézőszám: 2 500 Játékvezető: Solymosi Péter (magyar) |

| 22. forduló 2013. április 5. 19:00 |

| Pécsi MFC                        | 0 – 2               | Győri ETO                                                                |
| -------------------------------- | ------------------- | ------------------------------------------------------------------------ |
| Balogh 32′ Lázár 49' Akassou 60′ | (0 – 2) Jegyzőkönyv | Trajković 12' Kronaveter 29' Střeštík 32′ Kink 52' Kamber 61' Lipták 79' |

| PMFC Stadion, Pécs Nézőszám: 2 000 Játékvezető: Bognár Tamás (magyar) |

| 23. forduló 2013. április 14. 16:30 |

| Győri ETO                            | 1 – 1               | Videoton                                |
| ------------------------------------ | ------------------- | --------------------------------------- |
| Kamber 68' 68' Kink 70' Pátkai 90+2' | (0 – 0) Jegyzőkönyv | Tóth 64' 73' Vinícius 65' Torghelle 66' |

| ETO Park, Győr Nézőszám: 9 500 Játékvezető: Kassai Viktor (magyar) |

| 24. forduló 2013. április 20. 18:30 |

| Lombard Pápa           | 1 – 1               | Győri ETO                |
| ---------------------- | ------------------- | ------------------------ |
| Griffiths 90' Nagy 82' | (0 – 1) Jegyzőkönyv | Trajković 16' Völgyi 26' |

| Perutz Stadion, Pápa Nézőszám: 3 000 Játékvezető: Vad II. István (magyar) |

| 25. forduló 2013. április 26. 19:00 |

| Győri ETO                                        | 3 – 4               | Paksi FC                                                                                          |
| ------------------------------------------------ | ------------------- | ------------------------------------------------------------------------------------------------- |
| Völgyi 10' Střeštík 30' Kamber 39' 59' Dudás 85' | (3 – 0) Jegyzőkönyv | Bartha 55' Lázok 67' 67' Eppel 78' Könyves 90' Szabó 34' Sifter 37' Tököli 59' Fiola 63' Éger 70' |

| ETO Park, Győr Nézőszám: 3 500 Játékvezető: Iványi Zoltán (magyar) |

| 26. forduló 2013. május 5. 16:30 |

| Újpest                              | 1 – 2               | Győri ETO                                    |
| ----------------------------------- | ------------------- | -------------------------------------------- |
| Vasiljević 30' Antón 55' Balogh 72' | (1 – 0) Jegyzőkönyv | Andrić 56' 77' Střeštík 90+3' Kronaveter 63' |

| Szusza Ferenc Stadion, Budapest Nézőszám: 3 548 Játékvezető: Solymosi Péter (magyar) |

| 27. forduló 2013. május 12. 18:30 |

| Győri ETO                                   | 1 – 0               | Ferencváros                                  |
| ------------------------------------------- | ------------------- | -------------------------------------------- |
| Völgyi 60' (11-esből) 33′, 62′ Střeštík 79′ | (0 – 0) Jegyzőkönyv | Bešić 50' Alempijević 59′ Čukić 69' Böde 87' |

| ETO Park, Győr Nézőszám: 13 700 Játékvezető: Farkas Ádám (magyar) |

| 28. forduló 2013. május 19. 18:30 |

| Budapest Honvéd                              | 2 – 0               | Győri ETO                                        |
| -------------------------------------------- | ------------------- | ------------------------------------------------ |
| Hidi 62' Lanzafame 82' Vécsei 15' Ikenne 40' | (0 – 0) Jegyzőkönyv | Nicorec 8' Kink 52′ Kvilitaia 70′ Kronaveter 80' |

| Bozsik József Stadion, Budapest Nézőszám: 1 500 Játékvezető: Andó-Szabó Sándor (magyar) |

| 29. forduló 2013. május 25. 16:00 |

| Győri ETO         | 1 – 0               | MTK Budapest |
| ----------------- | ------------------- | ------------ |
| Trajković 20' 67' | (1 – 0) Jegyzőkönyv | Wolfe 88'    |

| ETO Park, Győr Nézőszám: 4 500 Játékvezető: Szabó Zsolt (magyar) |

| 30. forduló 2013. június 1. 14:00 |

| Egri FC                                | 2 – 3               | Győri ETO                                                   |
| -------------------------------------- | ------------------- | ----------------------------------------------------------- |
| Németh 4' 90+4' Farkas 73' Vidović 58' | (1 – 2) Jegyzőkönyv | Kalmár 11' Pilibaitis 18' Pátkai 82' 72' Lang 22' Novák 60' |

| Ligeti Stadion, Vác Nézőszám: 200 Játékvezető: Szőts Gergely (magyar) |

### A végeredmény
| #   | Csapat                | M  | GY | D  | V  | G+ – G– | GK  | P  | Megjegyzések                                   |
| --- | --------------------- | -- | -- | -- | -- | ------- | --- | -- | ---------------------------------------------- |
| 1.  | Győri ETO (B)         | 30 | 19 | 7  | 4  | 57–33   | +24 | 64 | 2013–2014-es Bajnokok Ligája – 2. selejtezőkör |
| 2.  | Videoton (I)          | 30 | 16 | 6  | 8  | 52–24   | +28 | 54 | 2013–2014-es Európa-liga – 1. selejtezőkör     |
| 3.  | Budapest Honvéd (I)   | 30 | 15 | 7  | 8  | 50–36   | +14 | 52 | 2013–2014-es Európa-liga – 1. selejtezőkör     |
| 4.  | MTK BudapestÚ         | 30 | 15 | 6  | 9  | 43–30   | +13 | 51 |                                                |
| 5.  | Ferencváros           | 30 | 13 | 10 | 7  | 51–36   | +15 | 49 |                                                |
| 6.  | Debreceni VSCCV (KGY) | 30 | 14 | 4  | 12 | 47–36   | +11 | 46 | 2013–2014-es Európa-liga – 2. selejtezőkör1    |
| 7.  | Kecskeméti TE         | 30 | 12 | 8  | 10 | 42–42   | 0   | 44 |                                                |
| 8.  | Haladás               | 30 | 11 | 11 | 8  | 36–27   | +9  | 44 |                                                |
| 9.  | Újpest                | 30 | 11 | 8  | 11 | 40–42   | −2  | 41 |                                                |
| 10. | Diósgyőr              | 30 | 9  | 11 | 10 | 31–39   | −8  | 38 |                                                |
| 11. | Kaposvári Rákóczi     | 30 | 10 | 7  | 13 | 35–38   | −3  | 37 |                                                |
| 12. | Pécsi MFC             | 30 | 10 | 7  | 13 | 33–44   | −11 | 37 |                                                |
| 13. | Paksi FC              | 30 | 8  | 11 | 11 | 40–38   | +2  | 35 |                                                |
| 14. | Lombard Pápa          | 30 | 7  | 7  | 16 | 26–46   | −20 | 28 |                                                |
| 15. | BFC Siófok (K)        | 30 | 7  | 4  | 19 | 31–61   | −30 | 25 | NB II                                          |
| 16. | Egri FCÚ (K)          | 30 | 3  | 6  | 21 | 25–67   | −42 | 15 | NB II                                          |

Forrás: MLSZ adatbank 
A rangsorolás alapszabályai: 1. összpontszám, 2. győzelmek száma, 3. gólkülönbség, 4. szerzett gólok száma, 5. egymás elleni eredmények összpontszáma,  6. egymás elleni eredmények gólkülönbsége, 7. egymás elleni eredmények szerzett góljainak száma, 8. egymás elleni eredmények idegenben szerzett góljainak száma.
1 A Debreceni VSC a 2013–14-es Európa-liga 2. selejtezőkörében indulhat, kupagyőztesként.
(B): Bajnokcsapat, (K): Kieső csapat, (F): Feljutó csapat, (I): Kupainduló, (R): A rájátszás győztese, (KGY): Kupagyőztes

### Eredmények összesítése
Az alábbi táblázatban összesítve szerepelnek a Győri ETO FC 2012/13-as bajnokságban elért eredményei.
| Ősz/tavasz (forduló)    | Otthon | Otthon | Otthon | Otthon | Otthon | Otthon | Otthon | Idegenben | Idegenben | Idegenben | Idegenben | Idegenben | Idegenben | Idegenben |
| Ősz/tavasz (forduló)    | M      | GY     | D      | V      | LG–KG  | GK     | P      | M         | GY        | D         | V         | LG–KG     | GK        | P         |
| ----------------------- | ------ | ------ | ------ | ------ | ------ | ------ | ------ | --------- | --------- | --------- | --------- | --------- | --------- | --------- |
| Őszi szezon (1–17.)     | 9      | 7      | 2      | 0      | 22–6   | +16    | 23     | 8         | 4         | 3         | 1         | 13–9      | +4        | 15        |
| Tavaszi szezon (18–30.) | 6      | 4      | 1      | 1      | 10–6   | +4     | 13     | 7         | 4         | 1         | 2         | 12–12     | 0         | 13        |
| Összesen (1–30.)        | 15     | 11     | 3      | 1      | 32–12  | +20    | 36     | 15        | 8         | 4         | 3         | 25–21     | +4        | 28        |

### Helyezések fordulónként
| Forduló  | 1  | 2  | 3  | 4  | 5  | 6  | 7  | 8  | 9  | 10 | 11 | 12 | 13 | 14 | 15 | 16 | 17 | 18 | 19 | 20 | 21 | 22 | 23 | 24 | 25 | 26 | 27 | 28 | 29 | 30 |
| -------- | -- | -- | -- | -- | -- | -- | -- | -- | -- | -- | -- | -- | -- | -- | -- | -- | -- | -- | -- | -- | -- | -- | -- | -- | -- | -- | -- | -- | -- | -- |
| Helyszín | I  | O  | O  | I  | O  | I  | O  | I  | O  | I  | O  | I  | O  | I  | O  | O  | I  | I  | O  | I  | O  | I  | O  | I  | O  | I  | O  | I  | O  | I  |
| Eredmény | V  | D  | GY | GY | GY | GY | GY | GY | GY | D  | GY | D  | D  | GY | GY | GY | D  | GY | GY | V  | GY | GY | D  | D  | V  | GY | GY | V  | GY | GY |
| Helyezés | 16 | 15 | 9  | 7  | 4  | 2  | 3  | 1  | 1  | 1  | 1  | 1  | 1  | 1  | 1  | 1  | 1  | 1  | 1  | 1  | 1  | 1  | 1  | 1  | 1  | 1  | 1  | 1  | 1  | 1  |

Helyszín: O = Otthon; I = Idegenben. Eredmény: GY = Győzelem; D = Döntetlen; V = Vereség.

## Magyar kupa
2. forduló
| 2012. szeptember 25. 15:30 |

| Babóti SE (Megye II) | 0 – 12              | Győri ETO                                                                                   |
| -------------------- | ------------------- | ------------------------------------------------------------------------------------------- |
|                      | (0 – 6) Jegyzőkönyv | Dudás 10' 34' 40' Andrić 13' 17' 28' Alekszidze 59' 64' 80' Völgyi 63' Nicorec 69' Dina 75' |

| Babót Nézőszám: 1 200 Játékvezető: Kovács Gábor (magyar) |

Továbbjutott a Győri ETO, 12–0-s összesítéssel.
3. forduló
| 2012. október 31. 12:30 |

| Bölcskei SE (NB III)          | 2 – 5               | Győri ETO                                                      |
| ----------------------------- | ------------------- | -------------------------------------------------------------- |
| Rompos 68' Szili 89' Kern 62′ | (0 – 3) Jegyzőkönyv | Andrić 28' 30' Dudás 43' Střeštík 62' (11-esből) Trajković 85' |

| Bölcske Nézőszám: 400 Játékvezető: Farkas Tibor (magyar) |

Továbbjutott a Győri ETO, 5–2-es összesítéssel.
Nyolcaddöntő
| 2012. november 20. 16:30 |

| Győri ETO | 4 – 0               | Paksi FC                    |
| --- | ------------------- | --------------------------- |
| Dinjar 6' (11-esből) Dudás 45+2' 76' Pátkai 72' Trajković 16' Kronaveter 70' Pilibaitis 74' Stevanović 74' Nicorec 90' | (2 – 0) Jegyzőkönyv | Szabó 5′ Fiola 74' Báló 83' |

| ETO Park, Győr Nézőszám: 600 Játékvezető: Farkas Ádám (magyar) |

| 2012. november 27. 15:00 |

| Paksi FC                            | 2 – 3               | Győri ETO                                                              |
| ----------------------------------- | ------------------- | ---------------------------------------------------------------------- |
| Simon 19' 23' (11-esből) Sipeki 39' | (2 – 2) Jegyzőkönyv | Kronaveter 8' 45' Dudás 80' Lang 15' Đorđević 23′ Nicorec 25' Švec 60' |

| Fehérvári úti stadion, Paks Nézőszám: 250 Játékvezető: Iványi Zoltán (magyar) |

Továbbjutott a Győri ETO, 7–2-es összesítéssel.
Negyeddöntő
| 2013. február 23. 14:00 |

| Budapest Honvéd        | 0 – 1               | Győri ETO                                                |
| ---------------------- | ------------------- | -------------------------------------------------------- |
| Vécsei 79′ Kemenes 88' | (0 – 0) Jegyzőkönyv | Kink 80' (11-esből) Kamber 51' Völgyi 55' Kronaveter 88' |

| Bozsik József Stadion, Budapest Nézőszám: 500 Játékvezető: Farkas Ádám (magyar) |

| 2013. február 27. 18:00 |

| Győri ETO                                            | 2 – 0               | Budapest Honvéd                                                             |
| ---------------------------------------------------- | ------------------- | --------------------------------------------------------------------------- |
| Völgyi 71' Kamber 76' Pátkai 15' Lipták 26' Švec 88' | (0 – 0) Jegyzőkönyv | Baráth 31' Alcibiade 42' Ikenne 44' Diarra 45′ Ignjatović 66′ Lanzafame 88′ |

| ETO Park, Győr Nézőszám: 1 500 Játékvezető: Bognár Tamás (magyar) |

Továbbjutott a Győri ETO, 3–0-s összesítéssel.
Elődöntő
| 2013. április 17. 18:00 |

| Videoton                                        | 0 – 2               | Győri ETO                                                      |
| ----------------------------------------------- | ------------------- | -------------------------------------------------------------- |
| Brachi 30' Stopira 52' Juhász 77' Torghelle 85' | (0 – 1) Jegyzőkönyv | Střeštík 31' Tokody 67' 24' Pátkai 48' Lipták 82' Andrić 90+1' |

| Sóstói Stadion, Székesfehérvár Nézőszám: 3 000 Játékvezető: Andó-Szabó Sándor (magyar) |

| 2013. május 8. 18:00 |

| Győri ETO                                | 1 – 2               | Videoton                                                 |
| ---------------------------------------- | ------------------- | -------------------------------------------------------- |
| Kink 90+2' 23' Střeštík 63' Molnár 90+3' | (0 – 0) Jegyzőkönyv | Kovács 57' Brachi 73' (11-esből) Mitrović 17' Juhász 75′ |

| ETO Park, Győr Nézőszám: 3 400 Játékvezető: Szilasi Szabolcs (magyar) |

Továbbjutott a Győri ETO, 3–2-es összesítéssel.
Döntő
| 2013. május 22. 20:00 |

| Debreceni VSC               | 2 – 1                         | Győri ETO                               |
| --------------------------- | ----------------------------- | --------------------------------------- |
| Coulibaly 51' 86' Ramos 19' | (0 – 1) Jegyzőkönyv Részletek | 17' Andrić 45+2' Trajković 90+3' Takács |

| Bozsik József Stadion, Budapest Nézőszám: 5 570 Játékvezető: Kassai Viktor (magyar) |

- A 2013-as magyar labdarúgókupát a Debreceni VSC csapata nyerte.

## Ligakupa

### Csoportkör (A csoport)
| 1. forduló 2012. szeptember 5. 18:00 |

| Budapest Honvéd                | 0 – 3               | Győri ETO                                                    |
| ------------------------------ | ------------------- | ------------------------------------------------------------ |
| Hidi 50' Vécsei 50' Diarra 57' | (0 – 2) Jegyzőkönyv | Alekszidze 6' Dudás 29' Andrić 87' Pilibaitis 15' Tokody 78' |

| Bozsik József Stadion, Budapest Nézőszám: 200 Játékvezető: Becséri Dániel (magyar) |

| 2. forduló 2012. szeptember 9. 16:30 |

| Győri ETO                                                                         | 5 – 1               | Haladás           |
| --------------------------------------------------------------------------------- | ------------------- | ----------------- |
| Kronaveter 33' 53' Dudás 59' Alekszidze 67' (11-esből) Střeštík 74' Trajković 25' | (1 – 0) Jegyzőkönyv | Tóth 49' Rácz 81' |

| ETO Park, Győr Nézőszám: 600 Játékvezető: Vad II. István (magyar) |

| 3. forduló 2012. október 9. 19:00 |

| Győri ETO                                                         | 5 – 1               | Gyirmót                       |
| ----------------------------------------------------------------- | ------------------- | ----------------------------- |
| Nicorec 17' Dudás 25' Dinjar 30' Andrić 32' Kamber 78' Völgyi 85' | (4 – 0) Jegyzőkönyv | Erős 51' Nagy 31' Regedei 89' |

| ETO Park, Győr Nézőszám: 600 Játékvezető: Berger József (magyar) |

| 4. forduló 2012. október 17. 17:00 |

| Gyirmót                         | 2 – 2               | Győri ETO              |
| ------------------------------- | ------------------- | ---------------------- |
| Kardos 16' Nagy 81' Holczer 55′ | (1 – 2) Jegyzőkönyv | Nicorec 20' Dinjar 43' |

| Ménfői út, Győr Nézőszám: 200 Játékvezető: Szabó Zsolt (magyar) |

| 5. forduló 2012. november 13. 16:00 |

| Haladás                                                         | 2 – 1               | Győri ETO  |
| --------------------------------------------------------------- | ------------------- | ---------- |
| Andorka 60' 89' Devecseri 11' Jagodics 35' Simon 64' Farkas 84' | (0 – 1) Jegyzőkönyv | Kalmár 28' |

| Rohonci úti stadion, Szombathely Nézőszám: 100 Játékvezető: Kiss Norbert (magyar) |

| 6. forduló 2012. december 5. 13:00 |

| Győri ETO                              | 2 – 2               | Budapest Honvéd    |
| -------------------------------------- | ------------------- | ------------------ |
| Đorđević 22' Kronaveter 72' Kamber 71' | (1 – 1) Jegyzőkönyv | Odia 37' Diaby 83' |

| ETO Park, Győr Nézőszám: 500 Játékvezető: Szilasi Szabolcs (magyar) |

### Az A csoport végeredménye
| Csapat          | M | Gy | D | V | G+ | G– | Gk  | P  |
| --------------- | - | -- | - | - | -- | -- | --- | -- |
| Győri ETO       | 6 | 3  | 2 | 1 | 18 | 8  | +10 | 11 |
| Budapest Honvéd | 6 | 3  | 2 | 1 | 13 | 9  | +4  | 11 |
| Haladás         | 6 | 1  | 2 | 3 | 11 | 18 | –7  | 5  |
| Gyirmót         | 6 | 1  | 2 | 3 | 11 | 18 | –7  | 5  |

### Negyeddöntő
| Első mérkőzés 2013. február 20. 13:00 |

| Egri FC                                           | 4 – 1               | Győri ETO                                   |
| ------------------------------------------------- | ------------------- | ------------------------------------------- |
| Horváth 40' 45' 75' Takács 88' (öngól) Németh 26' | (2 – 0) Jegyzőkönyv | Takács 63' Andrić 83' Farkas 84' Németh 87' |

| Szentmarjay Tibor Stadion, Eger Nézőszám: 200 Játékvezető: Szabó Zsolt (magyar) |

| Visszavágó 2013. március 6. 13:30 |

| Győri ETO                                                      | 3 – 3               | Egri FC                                       |
| -------------------------------------------------------------- | ------------------- | --------------------------------------------- |
| Andrić 5' Kvilitaia 26' Kronaveter 79' Lang 35' Pilibaitis 66' | (2 – 1) Jegyzőkönyv | Németh N. 36' (11-esből) 21' Koós 49' 64' 38' |

| ETO Park, Győr Nézőszám: 300 Játékvezető: Erdős József (magyar) |

Továbbjutott az Egri FC, 7–4-es összesítéssel.